# 稲荷大橋 (広島市)
稲荷大橋（いなりおおはし）は、広島県広島市の京橋川に架かる、道路と軌道が通る併用橋。

## 概要

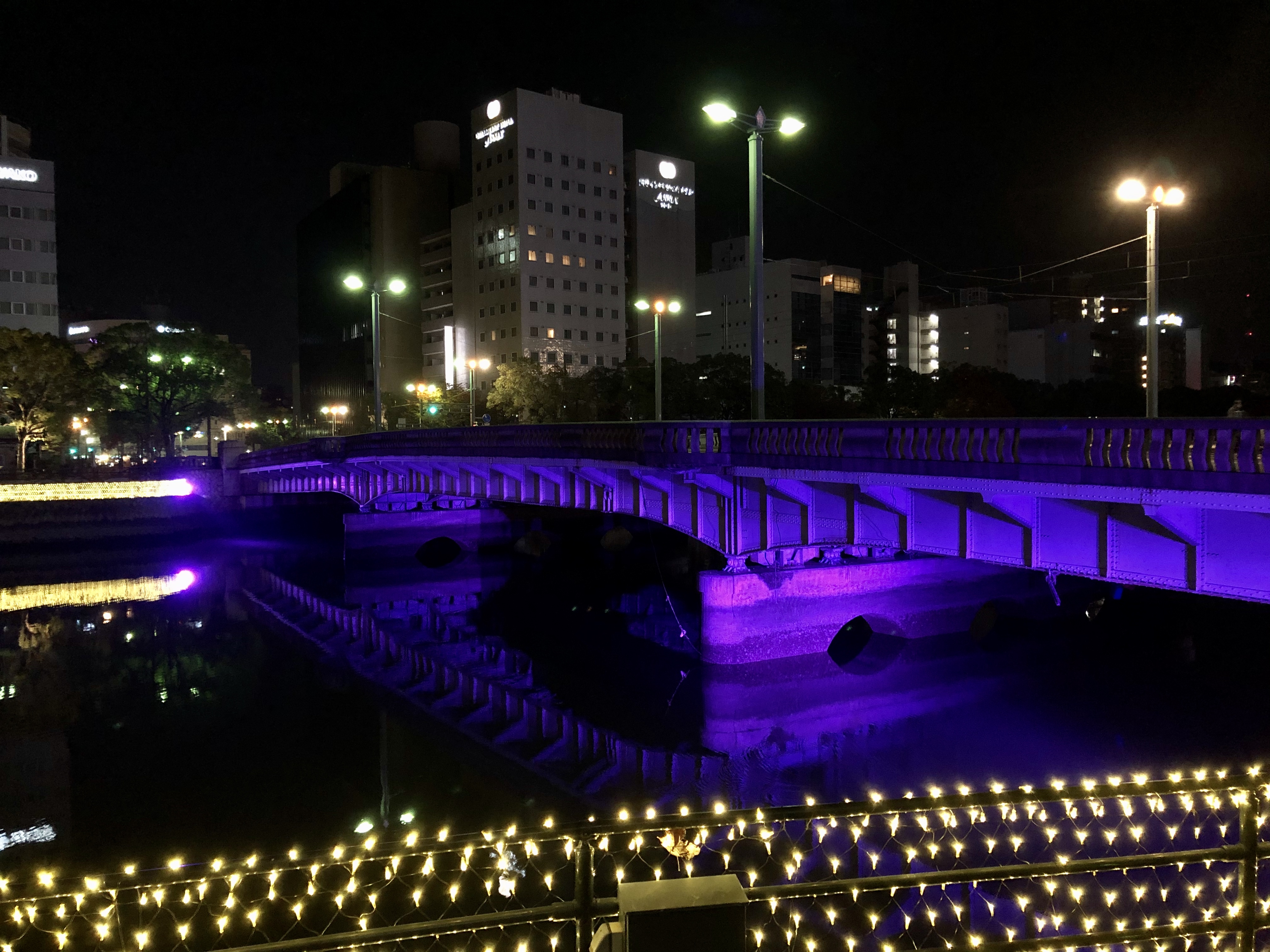
ライトアップされた稲荷大橋

広島市道天満矢賀線および広島県道164号広島海田線の道路と広島電鉄本線の軌道が通る併用橋。
橋名は東詰上流側にある稲生神社に由来する。
東詰から少し進むとJR広島駅から続く広島市道駅前吉島線と交わり、交差点上に広電稲荷町停留場がある。更に行くと被爆橋梁の併用橋・荒神橋がある。西詰交差点から西は広島一の目抜き通りである相生通りとなり、広電銀山町停留場や更に行くと広島の中心街である紙屋町・八丁堀へたどり着く。上流に被爆橋梁の京橋、下流に柳橋が架かっている。
戦前は電車専用の橋であったが、戦後に現在の併用橋に架け替えられた。資料によっては「稲荷町鉄橋」と表記されている。
右岸側（西側）護岸は整備され、全国初の「オープンカフェ」として数店舗が出店されている。

## 歴史
1912年（大正元年）11月に、現在の広島電鉄宇品線の一部となる広島駅前から紙屋町を経由して御幸橋に至る区間が開通した。それに伴い現在地の京橋川に電車専用の「稲荷町鉄橋」が架けられた。当時の主要幹線筋は上流側の京橋であり、車両や歩行者はそちらを渡っていた。
1945年（昭和20年）8月6日、原爆被災、爆心地から1.35kmに位置した。レールは曲がり枕木は数本焼けたが落橋はせず、下流側の柳橋が落橋してしまったため避難者はここを渡って東方向へ逃げたものもいる。橋の下では、無数の死体が浮かぶ川に、水を求める人が殺到した。その後広電職員などにより復旧工事が行われ、同年12月には本線が全線復旧した。
1950年（昭和25年）、戦後最初の電車併用橋として現在のものに架け替えられている。